# Duplicati
Duplicati ist eine Software, die verschlüsselte, komprimierte, inkrementelle Datensicherungen (Backups)  erstellt und diese auf Netzwerklaufwerke, integrierte oder externe USB-Festplatten oder Onlinespeicher überträgt.

## Anbieter und Nutzung
Zu den unterstützten Protokollen und Online-Backup-Zielen gehören: SSH, WebDAV, FTP, Tahoe LAFS, Amazon S3, Microsoft OneDrive, Rackspace Cloud Files uvm. Duplicati ist als Programm mit grafischer Oberfläche und als Kommandozeilenprogramm verfügbar. Die Software benötigt das .Net-Framework beziehungsweise Mono und läuft unter Windows, Mac OS X und Linux. Duplicati ist quelloffene Software und lizenziert unter LGPL. Duplicati ist auch in einer portablen Version ohne Installation und ohne Admin-Rechte verfügbar.

## Geschichte
Duplicati startete mit dem Ziel, eine grafische Oberfläche für das Programm Duplicity zu erstellen. Dies beinhaltete die Portierung des Quellcodes nach Windows. Im September 2008 wurde das ursprüngliche Ziel verworfen, und eine Neu-Implementierung begann. Auch die in Duplicity verwendeten Komponenten wie rdiff, ftp etc. wurden ersetzt. Die erste verfügbare Version war Duplicati 1.0 und wurde im Juni 2009 freigegeben. Bis 2013 wurde Version 1.3 aktiv weiterentwickelt. Seit Anfang 2013 konzentrieren sich die Arbeiten auf die Version 2.0. Im  April 2018 wurde die zweite Betaversion freigegeben in der  eine intelligente Aufbewahrungsrichtlinie eingeführt, neue Backends hinzugefügt und einige Leistungsverbesserungen eingebaut wurden. Seither werden kontinuierlich Updates erstellt und die Änderungen jeweils auf GitHub veröffentlicht.

## Funktionen
Duplicati bietet eine Reihe von Funktionen zur Datensicherung:
- Erstellen von verschlüsselten, komprimierten, inkrementellen Backups
- automatische Datenübertragung per SSH, WebDAV, FTP, Tahoe LAFS oder zu Onlinespeichern wie Amazon S3, Microsoft OneDrive, Rackspace Cloud Files und anderen
- Sicherung von Dateien und Verzeichnisse unter Berücksichtigung von Dateifiltern (Globbing oder Regex)
- automatische Durchführung von Datensicherungen an bestimmten Tagen zu bestimmten Zeiten
- Wiederherstellung einzelner Dateien und Verzeichnisse in mehreren Versionen
- Sicherung geöffneter Dateien und von Schattenkopien mittels VSS unter Windows bzw. LVM unter Linux
- Am besten ist Duplicati zum Sichern ganzer Ordner geeignet, weniger gut für einzelne Dateien
- Support von Azure Blob Storage in Duplicati 2.0
- Desktop- und XMPP-Benachrichtigung in Duplicati 2.0
- Webbasierte Oberfläche in Duplicati 2.0
- Import- und Export-Funktion von Backup-Aufträgen